# Adelaar (heraldiek)

Het wapen van Groot-Geestmerambacht met een adelaar als schildhouder.

Een adelaar, arend of arn (of aren, aeren of aer) is een heraldische figuur die vooral in Midden-Europa veel wordt gebruikt, met name in Oostenrijk en Duitsland. In de Nederlanden zijn de leeuwen veel gebruikte wapendieren. 
Een bijzondere adelaar is de dubbelkoppige adelaar. In de (latere) wapens van het Heilige Roomse Rijk van de Duitse Natie, het Keizerrijk Duitsland, het Keizerrijk Oostenrijk, het Keizerrijk Rusland en in Albanië komt deze adelaar voor. Ook steden en families dragen, soms als een bijzonder keizerlijk eerbewijs, een dergelijke adelaar.
Keizer Sigismund van het Heilige Roomse Rijk nam in 1433 als eerste van de Duitse keizers een dubbelkoppige adelaar in zijn wapen op. Hij volgde daarmee het Byzantijnse voorbeeld. Hij legde vast dat de "Rooms koning" (de nog niet gekroonde maar wel gekozen keizer) een adelaar met één kop in zijn wapen zou dragen. Pas na de keizerskroning in Aken of Frankfurt am Main kreeg de adelaar twee koppen.
De kleur van de adelaar varieert, er zijn zwarte, goudkleurige, witte, rode en geblokte adelaars bekend.

## Symboliek
In Bijbelse context staat de adelaar symbool voor de hemelvaart van Christus. Het is ook een attribuut van de evangelist Johannes.

## De adelaar in Friesland
In Friesland en Groningen komen veel halve adelaars voor op wapenschilden. De oorsprong van dit symbool, Friese adelaar of in een pleonasme "Fryske Heale Earn" genoemd, is onduidelijk.

## De adelaar in Duitsland
De adelaars op het Duitse wapen veranderden in de loop van de tijd. In het keizerrijk was de adelaar mager en zeer agressief afgebeeld. In de Naziperiode waren de adelaars eerder mollig en droegen zij een lauwerkrans met hakenkruis in hun klauwen.
De Bondsrepubliek Duitsland koos op munten als de 2 mark en 5 mark voor magere adelaars maar in de Duitse Bondsdag in Bonn werd een zeer volumineuze adelaar aangebracht. Toen het Duitse Parlement weer naar Berlijn verhuisde werd gekozen voor deze niet erg agressief ogende adelaar die de bijnaam de "Fette Henne" draagt. De adelaar prijkt heden ook op de Duitse zijde van de munten 1 en 2 euro.

## Saladins adelaar
In een aantal landen in het Midden-Oosten werd of wordt ook een adelaar als wapen(drager) gebruikt, het gaat hier om een staande, hele adelaar, meestal goudkleurig, met op de borst een schild van het betreffende land, of regio. Deze adelaar staat bekend als Saladins adelaar, al is er geen direct bewijs dat Saladin de adelaar ook zelf heeft gebruikt.

## Voorbeelden

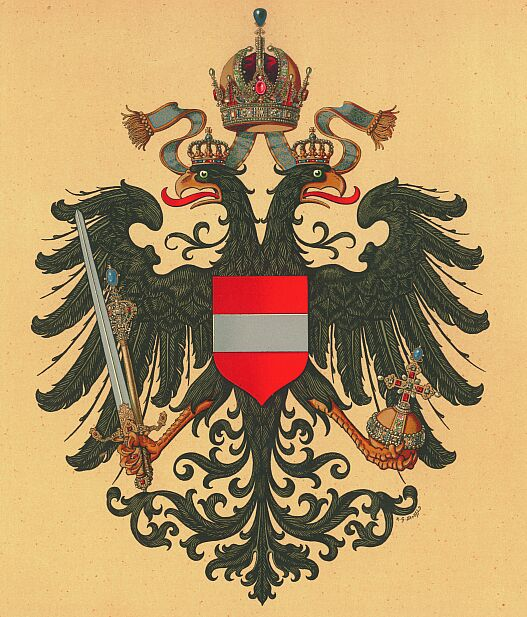
Het wapen van de Oostenrijkse keizer
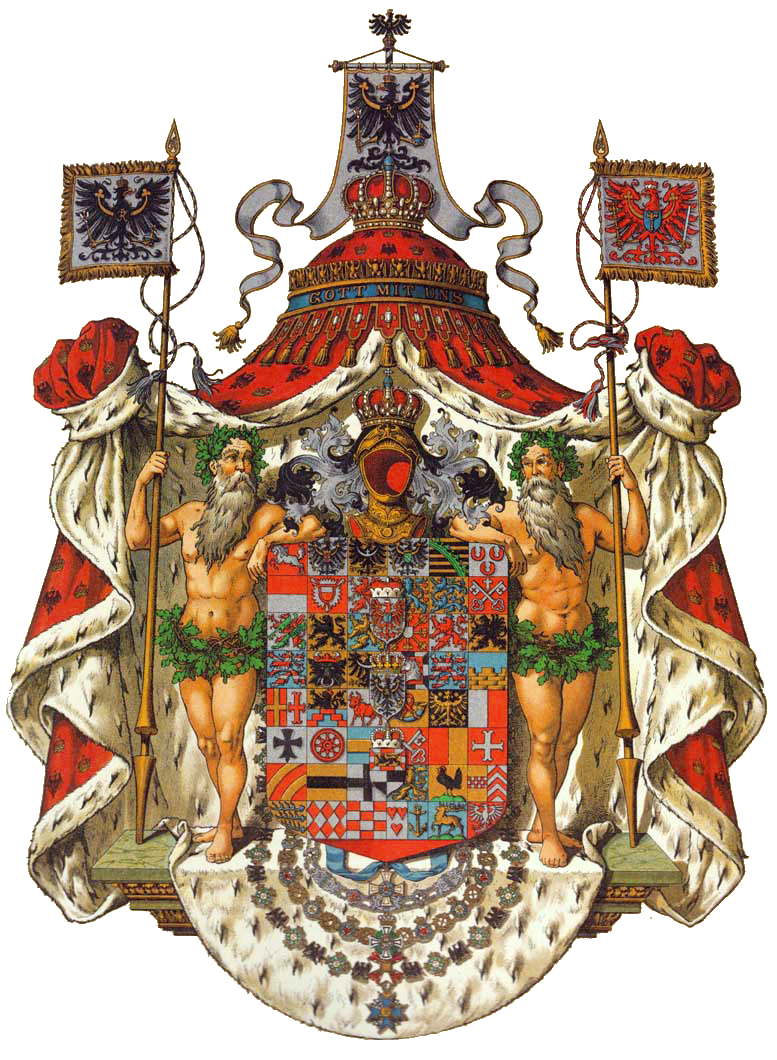
Het wapen van de laatste Duitse keizer met 14 adelaars
Het wapen van Sneek met een halve Friese adelaar
Het wapen van Groningen met een dubbelkoppige en twee gewone als schildhouders
Het wapen van Moravië
Wapen van het Eerste Mexicaanse Keizerrijk
Het wapen van Irak

adelaar · Agnus Dei · alliantiewapen · andreaskruis · ankerkruis · armoriaal · baldakijn · barensteel · Belgische leeuw · bezant · Bourgondisch kruis · brisure · cartouche · centaur · cordelière · dekkleed · dorpsvlag · dorpswapen· drieberg · dubbelkoppige adelaar · dwarsbalk · fleur de lis · fleuron · Friese adelaar · gaande leeuw · gecarteleerd · Gelderse leeuw · gepaald · gravenkroon · groot wapen · griffioen · hartschild · helmkroon · helmteken · heraldische kleur · herautstuk · hermelijn · hoed · Hollandse tuin · huismerk · Jeruzalemkruis · karbonkel · keizerskroon · keper · koek · kromstaf · kroon · krukkenkruis · kwartier · kwartileren · kwartierzoom · leeuw · markiezenkroon · merlet · molenijzer · motto · muurkroon · nassaublauw · natuurlijke kleur · Nederlandse leeuw · Nederlandse Maagd · ombrellino · ordeketen · palen · pentagram · pijlenbundel · raadselwapen · raaf · respectant · riddertoernooi · rijksbanier · rijkskleuren · rijksstandaard · rijkswapen · roos · Rudolfinische keizerskroon · Saksenros · Saladins Adelaar · scharlakenrood · schildhoofd · schildhouder · schildvoet · schildzoom · schoof · schuinbalk · schuinstreep sinister · sinister · sleutels van Petrus · socialistische heraldiek · sprekend wapen · stadskleuren · standaard · stedenmaagd · ster · tinctuur · vair · vermeerdering · vlag · vorstenhoed · vrijheidshoed · vrijkwartier · vrouwenwapen · wapen · wapenbelasting · Wapenboek Beyeren · Wapenboek Gelre · wapenbord · wapendiploma · wapendier · wapenkast · wapenkoning · wapenmantel · wapenrecht · wapenrol · wapenstier · wapentent · wassende en afnemende maan · Waterlandse zwaan · Westfriese boomwapens · wildeman · wolfsangel · wrong